# Sokołowice (gromada)
Sokołowice (od 29 I 1969 Cieśle)  – dawna gromada, czyli najmniejsza jednostka podziału terytorialnego Polskiej Rzeczypospolitej Ludowej w latach 1954–1972.
Gromady, z gromadzkimi radami narodowymi (GRN) jako organami władzy najniższego stopnia na wsi, funkcjonowały od reformy reorganizującej administrację wiejską przeprowadzonej jesienią 1954 do momentu ich zniesienia z dniem 1 stycznia 1973, tym samym wypierając organizację gminną w latach 1954–1972.
Gromadę Sokołowice z siedzibą GRN w Sokołowicach utworzono – jako jedną z 8759 gromad na obszarze Polski – w powiecie oleśnickim w woj. wrocławskim, na mocy uchwały nr 23/54 WRN we Wrocławiu z dnia 2 października 1954. W skład jednostki weszły obszary dotychczasowych gromad Sokołowice, Boguszyce, Cieśle i Spalice ze zniesionej gminy Sokołowice w tymże powiecie. Dla gromady ustalono 18 członków gromadzkiej rady narodowej.
1 stycznia 1960 do gromady Sokołowice włączono wsie Brzezinka i Miodary ze zniesionej gromady Brzezinka w tymże powiecie.
1 stycznia 1969 do gromady Sokołowice włączono obszar zniesionej gromady Ligota Polska w tymże powiecie.
29 stycznia 1969 gromadę Sokołowice zniesiono przez przeniesienie siedziby GRN z Sokołowic do Cieśli i zmianę nazwy jednostki na gromada Cieśle.